# Залив Свих Светих
Залив Свих Светих (порт. Baía de Todos os Santos) је главни и највећи залив у држави Баија. Залив дјелимично окружује главни град баије Салвадор. У заливу се налази неколико острва, од којих је најпознатије Итапарика.